# Diocesi di Maiduguri
La diocesi di Maiduguri (in latino: Dioecesis Maiduguriensis) è una sede della Chiesa cattolica in Nigeria suffraganea dell'arcidiocesi di Jos. Nel 2021 contava 202.745 battezzati su 6.612.685 abitanti. È retta dal vescovo Oliver Dashe Doeme.

## Territorio
La diocesi di Maiduguri è la più estesa diocesi della Nigeria. È situata nel nord-est del Paese e comprende per intero gli Stati di Borno e Yobe e l'estrema parte settentrionale di quello di Adamawa.
Sede vescovile è la città di Maiduguri, dove si trova la cattedrale di San Patrizio.
Il territorio è suddiviso in 43 parrocchie.

## Storia
La prefettura apostolica di Maiduguri fu eretta il 29 giugno 1953 con la bolla Rem Nos facere di papa Pio XII, ricavandone il territorio dalla prefettura apostolica di Jos (oggi arcidiocesi).
Il 7 giugno 1966 la prefettura apostolica è stata elevata a diocesi con la bolla Id semper di papa Paolo VI.
Nel 2014 la diocesi è stata oggetto delle persecuzioni anticristiane di Boko Haram: oltre 2 500 cattolici sono stati uccisi; gli sfollati sono circa 100 000, fra cui 26 sacerdoti dei 46 operanti nella diocesi; le religiose sfollate sono più di 20; oltre 200 sono le ragazze rapite; più di 50 parrocchie sono state distrutte (alcune più volte), mentre una quarantina è stata abbandonata e occupata da Boko Haram. Su 5 conventi, 4 sono stati abbandonati.

## Cronotassi dei vescovi
Si omettono i periodi di sede vacante non superiori ai 2 anni o non storicamente accertati.
- James Timothy Kieran Cotter, O.S.A. † (5 luglio 1962 - 15 marzo 1988 deceduto)
- Senan Louis O'Donnell, O.S.A. † (18 settembre 1993 - 28 febbraio 2003 ritirato)
- Matthew Man-Oso Ndagoso (28 febbraio 2003 - 16 novembre 2007 nominato arcivescovo di Kaduna)
- Oliver Dashe Doeme, dal 6 giugno 2009

## Statistiche
La diocesi nel 2021 su una popolazione di 6.612.685 persone contava 202.745 battezzati, corrispondenti al 3,1% del totale.
| anno | popolazione | popolazione | popolazione | presbiteri | presbiteri | presbiteri | presbiteri                | diaconi | religiosi | religiosi | parrocchie |
| anno | battezzati  | totale      | %           | numero     | secolari   | regolari   | battezzati per presbitero | diaconi | uomini    | donne     | parrocchie |
| ---- | ----------- | ----------- | ----------- | ---------- | ---------- | ---------- | ------------------------- | ------- | --------- | --------- | ---------- |
| 1970 | 11.560      | 3.347.898   | 0,3         | 23         |            | 23         | 502                       |         | 25        |           |            |
| 1980 | 35.049      | 3.688.000   | 1,0         | 19         | 2          | 17         | 1.844                     |         | 23        | 7         | 1          |
| 1990 | 68.320      | 5.208.000   | 1,3         | 25         | 8          | 17         | 2.732                     |         | 18        | 29        | 1          |
| 1999 | 99.130      | 5.200.000   | 1,9         | 30         | 24         | 6          | 3.304                     |         | 8         | 35        | 1          |
| 2000 | 99.870      | 5.200.000   | 1,9         | 29         | 25         | 4          | 3.443                     |         | 6         | 36        | 1          |
| 2001 | 100.000     | 5.200.000   | 1,9         | 28         | 24         | 4          | 3.571                     |         | 4         | 38        | 1          |
| 2002 | 102.000     | 5.200.000   | 2,0         | 29         | 25         | 4          | 3.517                     |         | 4         | 39        | 1          |
| 2003 | 103.000     | 5.200.000   | 2,0         | 31         | 28         | 3          | 3.322                     |         | 3         | 36        | 1          |
| 2004 | 109.000     | 5.200.000   | 2,1         | 34         | 31         | 3          | 3.205                     |         | 3         | 36        | 25         |
| 2013 | 222.749     | 6.670.000   | 3,3         | 59         | 57         | 2          | 3.775                     |         | 2         | 36        | 39         |
| 2016 | 163.700     | 7.113.000   | 2,3         | 47         | 44         | 3          | 3.482                     |         | 3         | 23        | 39         |
| 2019 | 187.422     | 6.012.590   | 3,1         | 52         | 48         | 4          | 3.604                     |         | 4         | 17        | 43         |
| 2021 | 202.745     | 6.612.685   | 3,1         | 64         | 60         | 4          | 3.167                     |         | 4         | 12        | 43         |